# День независимости (Кот-д’Ивуар)
Расположенная в Западной Африке республика Кот-д’Ивуар (фр. République de Côte d’Ivoire) до 1960 года являлась колонией Франции.
Основанная на союзе местных фермеров первая партия, членами которой стало африканское население страны, — Демократическая партия Берега Слоновой Кости (официальное название страны до 1986 года) — была создана в 1945 году. Партия являлась территориальной секцией Демократического объединения Африки — общей для Французской Западной Африки организации. Развитие национально-освободительного движения способствовало тому, что в 1957 году метрополия предоставила Берегу Слоновой Кости право создать собственный законодательный орган. В следующем году, 4 августа, страна была провозглашена республикой, входящей в состав Французского сообщества (фр. Communauté française).
7 августа 1960 года республика обрела независимость.
Традиционно День независимости жители Кот-д’Ивуар празднуют 7 декабря, что связано с проведением в августе полевых работ.